# Tomba di Lazzaro
La tomba di Lazzaro è un luogo tradizionale di pellegrinaggio situato in Cisgiordania, nella città di al-Eizariya, tradizionalmente identificata come il villaggio biblico di Betania, sul versante sud-est del Monte degli Ulivi, a circa 2,4 km a est di Gerusalemme. La tomba è il presunto luogo di un miracolo registrato nel Vangelo di Giovanni in cui Gesù avrebbe risuscitato Lazzaro dai morti (11:38-53).

## Storia
Il sito, sacro sia ai cristiani che ai musulmani, è stato identificato come la tomba del racconto evangelico almeno dal IV secolo d.C. Come afferma l'Enciclopedia Cattolica del 1913, tuttavia, mentre è "abbastanza certo che l'attuale villaggio si sia formato intorno alla tradizionale tomba di Lazzaro, che si trova in una grotta nel villaggio", l'identificazione di questa particolare grotta come l'effettiva tomba di Lazzaro è "semplicemente possibile; non ha una forte autorità intrinseca o estrinseca". Gli archeologi hanno stabilito che l'area fu utilizzata come cimitero nel I secolo d.C., con tombe di quell'epoca trovate "a poca distanza a nord della chiesa".
Nel sito sono state erette diverse chiese cristiane nel corso dei secoli. Dal XVI secolo, il sito della tomba è stato occupato dalla Moschea al-Uzair. L'adiacente chiesa cattolica di San Lazzaro, costruita tra il 1952 e il 1955 sotto l'egida dell'Ordine francescano, sorge sul sito di templi più antichi. Nel 1965, fu costruita una chiesa greco-ortodossa a ovest della tomba.

### Chiese storiche a Betania
Non si fa menzione di una chiesa a Betania fino alla fine del IV secolo d.C., ma sia lo storico Eusebio di Cesarea (c. 330) sia il pellegrino bordolese dell'Itinerarium Burdigalense (c. 333) menzionano la tomba di Lazzaro. La prima menzione di una chiesa dedicata a San Lazzaro, detta il Lazarium, è di Girolamo nel 390. Lo conferma la pellegrina Egeria nel suo Itinerario, dove racconta una liturgia ivi celebrata intorno all'anno 410. Pertanto, si pensa che la chiesa sia stata costruita tra il 333 e il 390. Egeria sottolinea come, quando veniva celebrata la liturgia per Lazzaro il sabato della settima settimana di Quaresima, "si sono radunate così tante persone  che riempiono non solo il Lazarium stesso, ma tutti i campi circostanti".
Il Lazarium era costituito dalla chiesa (a est del sito), dalla tomba di Lazzaro (a ovest) e da uno spazio aperto tra le due che probabilmente fungeva da atrio. La chiesa aveva la forma di una basilica a tre navate. All'estremità orientale si trovava l'abside, a forma di solido blocco rettangolare. Una sagrestia su ogni lato si apriva nelle navate.
Il Lazzario fu distrutto da un terremoto nel VI secolo, e fu sostituito da una chiesa più grande. Questa chiesa è stata menzionata dal papa copto Teodosio I di Alessandria intorno al 518 e dal vescovo franco Arculfo nei suoi resoconti sulla Terra Santa intorno al 680. Sopravvisse intatta fino all'epoca dei crociati. La seconda chiesa seguiva la stessa pianta generale della prima, ma l'abside era situata a circa 13 metri ad est per creare un atrio più ampio. Sul lato sud dell'atrio fu costruita una cappella.
Nel 1138 il re Folco e la regina Melisenda ottennero dal patriarca latino il villaggio di Betania in cambio di un terreno nei pressi di Hebron. La regina fece costruire un grande convento benedettino dedicato a Maria e Marta a sud della tomba e della chiesa. Melisenda fece eseguire ampie riparazioni alla chiesa bizantina del VI secolo, che rimase il punto focale dei pellegrinaggi. Ad uso del convento, la regina fece costruire una nuova chiesa sopra la tomba di San Lazzaro con un'estremità orientale triapsidiolare sostenuta da volte a botte (la più grande delle quali sarebbe stata utilizzata per l'attuale moschea). Questa nuova chiesa fu dedicata a San Lazzaro e la chiesa più antica fu riconsacrata alle sante Maria e Marta di Betania. Melisenda fortificò anche il complesso con una torre.
Dopo la caduta di Gerusalemme nel 1187, le monache del convento andarono in esilio. La nuova chiesa occidentale è stata molto probabilmente distrutta in questo frangente, con solo la tomba e la volta a botte sopravvissute. Anche la chiesa e la torre del VI secolo furono gravemente danneggiate in questo periodo, ma rimasero in piedi. Il villaggio sembra essere stato abbandonato da allora in poi, anche se un visitatore nel 1347 menzionò monaci greci che frequentavano la cappella della tomba.

## La tomba

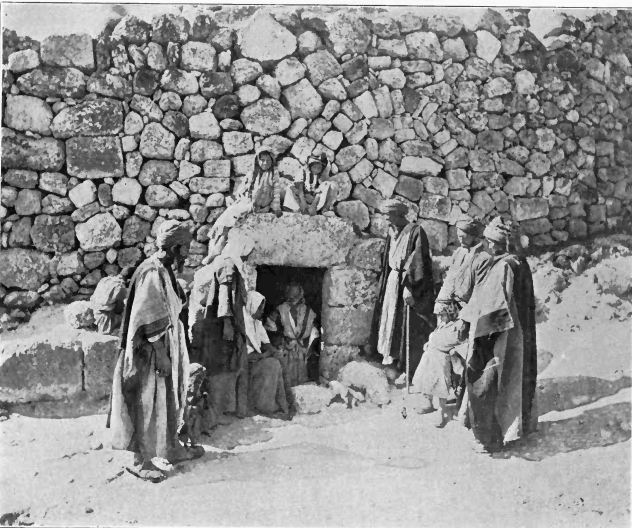
Ingresso della tomba intorno al 1906

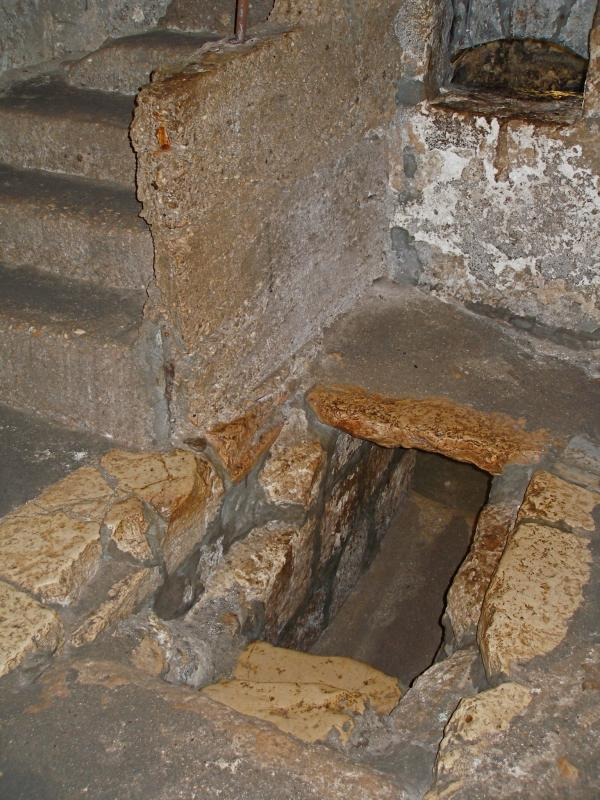
Ingresso della camera sepolcrale

L'ingresso alla tomba oggi avviene tramite una scalinata irregolare scavata nella roccia dalla strada. Come è stato descritto nel 1896, c'erano ventiquattro gradini dall'allora moderno livello stradale, che conduceva a una camera quadrata che fungeva da luogo di preghiera, da cui più gradini conducevano a una camera inferiore ritenuta la tomba di Lazzaro. La stessa descrizione vale oggi.
I gradini entrano nell'anticamera (3,35 m di lunghezza per 2,20 m di larghezza) attraverso la parete nord; il profilo dell'ex ingresso attraverso la moschea è ancora visibile sulla parete est. Il pavimento dell'anticamera è due gradini sopra il livello del pavimento della moschea, probabilmente a causa di cadute di roccia dal soffitto in calcare tenero durante la costruzione della chiesa di epoca crociata sopra la tomba. I crociati rinforzarono la tomba stessa con opere murarie, che oscurano gran parte della superficie rocciosa originaria (tranne che per alcuni fori). L'allineamento della tomba e dell'anticamera suggerisce che siano anteriori alle chiese bizantine e potrebbero essere dell'epoca di Gesù.
Tre gradini collegano l'anticamera con la camera sepolcrale interna (che misura poco più di due metri quadrati). Contiene tre nicchie funerarie (arcosolia), ora in gran parte nascoste dalla muratura crociata. Una tradizione colloca la tomba di Lazzaro a destra dell'ingresso, precedentemente chiuso da una pietra orizzontale. La tradizione sostiene anche che Gesù si trovava in questa anticamera quando chiamò Lazzaro dalla tomba.

## Strutture attuali

### Moschea di al-Uzair
Nel 1384, sul sito delle strutture esistenti era stata costruita una semplice moschea. Nel XVI secolo, gli ottomani costruirono la più grande moschea al-Uzair per servire gli abitanti della città (ora musulmani) e la intitolarono in onore del santo patrono della città, Lazzaro di Betania. La costruzione utilizzò la volta a botte superstite dell'ex chiesa occidentale. Il suo cortile si trova nell'atrio della chiesa bizantina.
Per 100 anni dopo la costruzione della moschea, i cristiani furono invitati a pregare al suo interno, ma la pratica venne disapprovata dalle autorità ecclesiastiche europee che preferivano che i seguaci delle diverse fedi rimanessero separati. Poiché l'accesso alla tomba da parte dei cristiani divenne più difficile, ai francescani fu infine permesso (tra il 1566 e il 1575) di aprire un nuovo ingresso nella tomba sul lato nord. Ad un certo punto l'ingresso originale dalla moschea è stato bloccato. Questo ingresso è ancora visibile nella parete est dell'anticamera della chiesa.

### Chiesa cattolica di San Lazzaro
Nel 1863 la Custodia francescana di Terra Santa ottenne un appezzamento di terreno vicino alla tomba di Lazzaro. Altre aree vennero acquisite in seguito. Tra il 1952 e il 1955, su questa proprietà fu costruita una moderna chiesa dedicata a San Lazzaro sui resti delle ex chiese bizantine e crociate orientali. Il cortile di questa chiesa si trova sopra l'estremità occidentale delle chiese più antiche. Qui sono ancora visibili parti del pavimento musivo originario. La parete ovest del cortile contiene la facciata ovest della basilica del VI secolo, così come i suoi tre portali. Circa venticinque metri su una collina a nord-ovest della chiesa si trova l'ingresso moderno della Tomba di Lazzaro.

### Chiesa greco-ortodossa di San Lazzaro
Nel 1965, a ovest della tomba fu costruita una moderna chiesa greco-ortodossa. La sua costruzione ingloba la parete nord dell'ex cappella benedettina medievale. Nelle vicinanze della chiesa si trovano rovine che appartengono al Patriarcato ortodosso e sono tradizionalmente identificate come la Casa di Simone il lebbroso o Lazzaro.